# Wonder Boy in Monster World
Wonder Boy in Monster World, conosciuto in Giappone come Wonder Boy V: Monster World III (ワンダーボーイV モンスターワールドIII?, Wandā Bōi V Monsutā Wārudo III), è un videogioco di ruolo di azione pubblicato per Sega Mega Drive nel 1991 e per Sega Master System e PC Engine nel 1993. 

## Trama
Il protagonista di questa storia è Shion che viaggia attraverso varie regioni del Monster World, mentre raccoglie equipaggiamenti sempre più potenti sotto forma di varie spade, lance, scudi, armature e stivali cercando di aiutare gli abitanti dei villaggi facendo amicizia anche con altre specie come i nani e le fate. In Monster World ci sono vari segreti che possono essere svelati. Ci sono molte porte nascoste e casse del tesoro che Shion può trovare.
La storia si lega anche a Wonder Boy III: Monster Lair tramite il castello Purapril. La versione per Mega Drive include il salvataggio del gioco nella memoria in modo da riprendere la partita, come un vero gioco di ruolo dopo aver dormito in una locanda e senza dover inserire lunghe password.

## Versione alternativa per PC Engine
La versione per PC Engine intitolata The Dynastic Hero presenta lo stesso gameplay del gioco uscito su Mega Drive ma con una storia e dei personaggi differenti, una presentazione animata, grafiche in parte riadattate e nuove musiche che si avvalgono del formato CD per adattare il tutto al progetto di questa conversione per PC Engine.